# Cắt vi cá mập

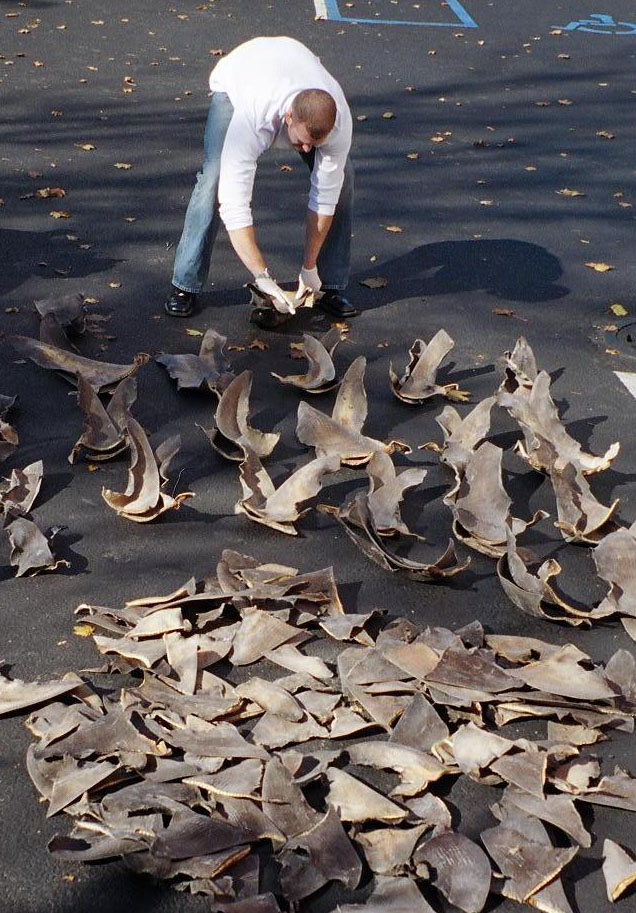
Nhân viên NOAA đếm vi cá mập bị tịch thu

Cắt vi cá mập chỉ việc săn bắt cá mập để thu hoạch vi cá, thường khi cá mập còn sống. Cá mập đôi khi bị bỏ lại đại dương, vẫn còn sống nhưng không còn vi. Do không còn bơi hiệu quả, chúng sẽ bị chìm xuống đáy đại dương và chết vì ngạt thở hoặc bị loài khác ăn thịt. Cắt vi cá mập ngay trên biển làm tăng lợi nhuận của tàu đánh bắt do tăng số lượng vi cá mập thu hoạch được mà không tốn công lưu trữ toàn bộ phần thịt cá mập. Một số quốc gia đã cấm lối đánh cá kiểu này và bắt buộc các ngư phủ phải mang toàn bộ cá mập về cảng trước khi cắt vây.
Cắt vi cá mập tăng mạnh từ năm 1997 do nhu cầu tiêu thụ vi cá mập tăng lên để làm món súp vi cá hoặc dùng cho các phương pháp chữa bệnh cổ truyền, đặc biệt ở Trung Quốc và các vùng lãnh thổ có người Trung Quốc sinh sống. Sự cải tiến trong công nghệ đánh bắt cũng là một nguyên nhân khiến hành vi này tăng lên. Nhóm chuyên gia về cá mập của Hiệp hội quốc tế về bảo tồn thiên nhiên nói rằng việc cắt vi cá mập đang diễn ra rộng rãi và "việc chưa có quy định để điều chỉnh việc buôn bán vi cá mập chính là một trong những mối đe dọa nghiêm trọng nhất đối với quần thể cá mập trên toàn thế giới" . Giá trị toàn cầu của ngành buôn bán vi cá mập ước tính dao động từ khoảng 540 triệu USD  đến 1,2 tỷ USD (năm 2007). Vi cá mập là một trong những loại hải sản đắt giá nhất, thường bán lẻ ở mức 400 USD/kg. Tại Hoa Kỳ, nơi cấm cắt vi cá mập, một số người xem việc mua được vi cá mập voi và cá nhám phơi nắng là một loại chiến tích, và trả từ $10.000 đến $20.000 cho một vi cá.
Theo báo cáo của Tổ chức Nông lương Liên hợp quốc, lượng cá mập được đánh bắt hợp pháp trong những năm gần đây ổn định ở mức khoảng 500.000 tấn một năm. Tuy nhiên, số liệu này không bao gồm việc đánh bắt phi pháp, một hành vi được cho là vẫn còn phổ biến.

## Quá trình

Những mục tiêu cắt vi điển hình

Bởi vì phần thịt của cá mập có rất ít giá trị so với phần vi, cá mập đôi khi bị cắt vây ngay sau khi vừa được bắt lên trên biển và sau đó toàn bộ phần cá mập còn sống bị vứt trở lại xuống biển để tiết kiệm không gian trên tàu. Về mặt pháp lý, thuật ngữ "cắt vây cá mập" chỉ cụ thể tới việc cắt lấy vây cá từ các con cá mập sống và vứt bỏ chúng khi vẫn còn trên biển. Việc đưa cá mập đã đánh bắt lên bờ rồi mới cắt vi trong quá trình chế biến không được xem là "cắt vi cá mập" tuy vẫn bị cấm ở các nước thuộc EU.

## Tác động

### Đối với cá mập

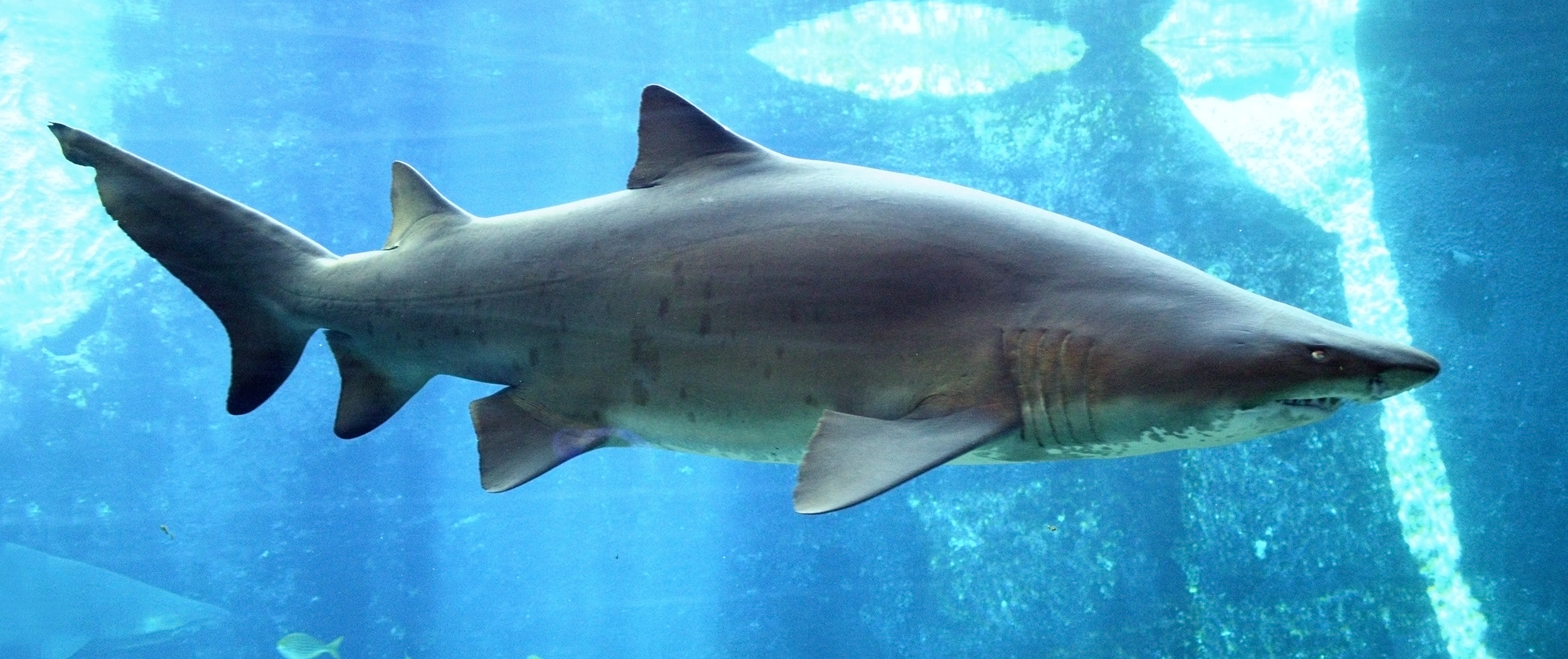
Cá mập Hổ cát là một loại cá mập lớn sống ven biển ở các vùng nước ven bờ trên toàn thế giới. Số lượng của nó đã bị giảm đáng kể, và hiện nay được liệt vào loài dễ bị tổn thương trong danh sách đỏ của IUCN.

Khi cá mập bị cắt vi, chúng sẽ không thể bơi và do đó không thể lọc nước qua mang dẫn đến chết vì thiếu oxy hoặc bị ăn thịt bởi những con cá khác vì mất khả năng tự vệ ở đáy đại dương. Mặc dù các nghiên cứu cho thấy rằng khoảng 73 triệu con cá mập bị cắt vi mỗi năm, các nhà khoa học cũng lưu ý rằng con số thực sự có thể lên đến gần 100 triệu. Do thực tế là cá mập không đạt đến trưởng thành và sinh sản cho đến khi 30 tuổi, việc thu hoạch cá mập với tần suất như vậy làm suy giảm số lượng của chúng do mức sinh sản không thể bù đắp được tỷ lệ tử vong.

### Đối với quần thể cá mập
Các nghiên cứu cho thấy từ 26 đến 73 triệu con cá mập bị thu hoạch hàng năm để lấy vi. Trong giải đoạn 1996-2000, mỗi năm có trung bình 38 triệu con cá mập bị giết lấy vi, cao gần gấp bốn lần so với số liệu của Tổ chức Nông lương Liên Hợp Quốc  nhưng vẫn thấp hơn nhiều so với ước tính của nhiều nhà bảo vệ môi trường Có báo cáo rằng số lượng cá mập bị đánh bắt trên toàn cầu vào năm 2012 là 100 triệu.
Cá mập có khuynh hướng phát triển chậm, trưởng thành ở kích thước lớn hơn, tuổi thọ cao hơn và có tỷ lệ sinh sản thấp hơn nhiều loài cá khác. Những đặc điểm này làm cho chúng đặc biệt dễ bị tổn thương bởi các phương pháp đánh bắt quá mức, chẳng hạn như cắt vi cá mập.
Số lượng của một số loài cá mập đã giảm 80% trong 50 năm qua . Một số tổ chức cho rằng đánh bắt cá mập hoặc đánh bắt không chủ ý khi đánh cá khác (chiếm khoảng 50% số cá mập bị đánh bắt) là lý do cho sự suy giảm quần thể của một số loài chứ thị trường tiêu thụ vi cá không có nhiều ảnh hưởng - những người khác thì cho rằng chính thị trường cho súp vi cá mập là lý do chính cho sự suy giảm.

## Các biện pháp hạn chế trên thế giới

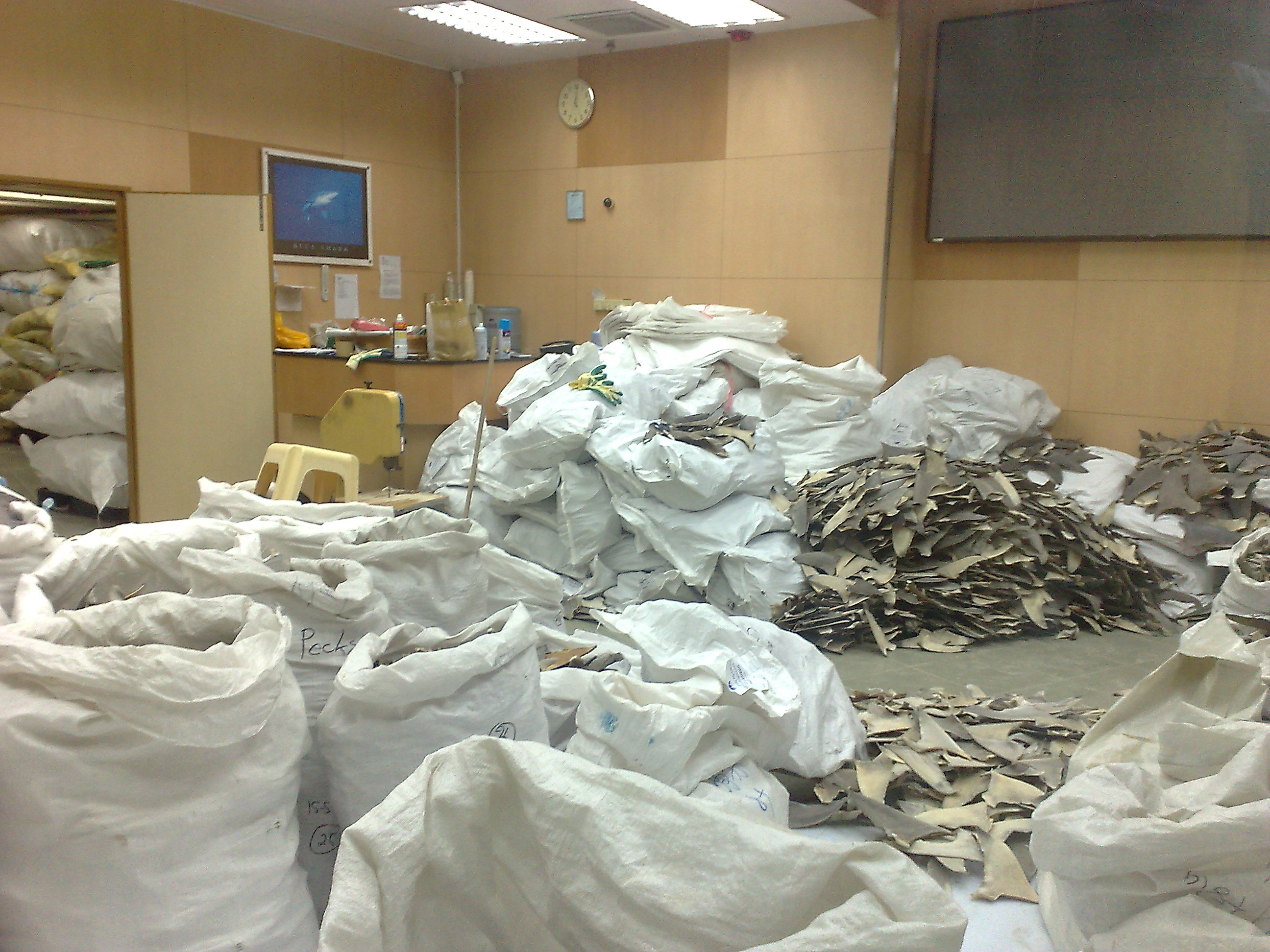
Kho chứa vi cá mập ở Hồng Kông

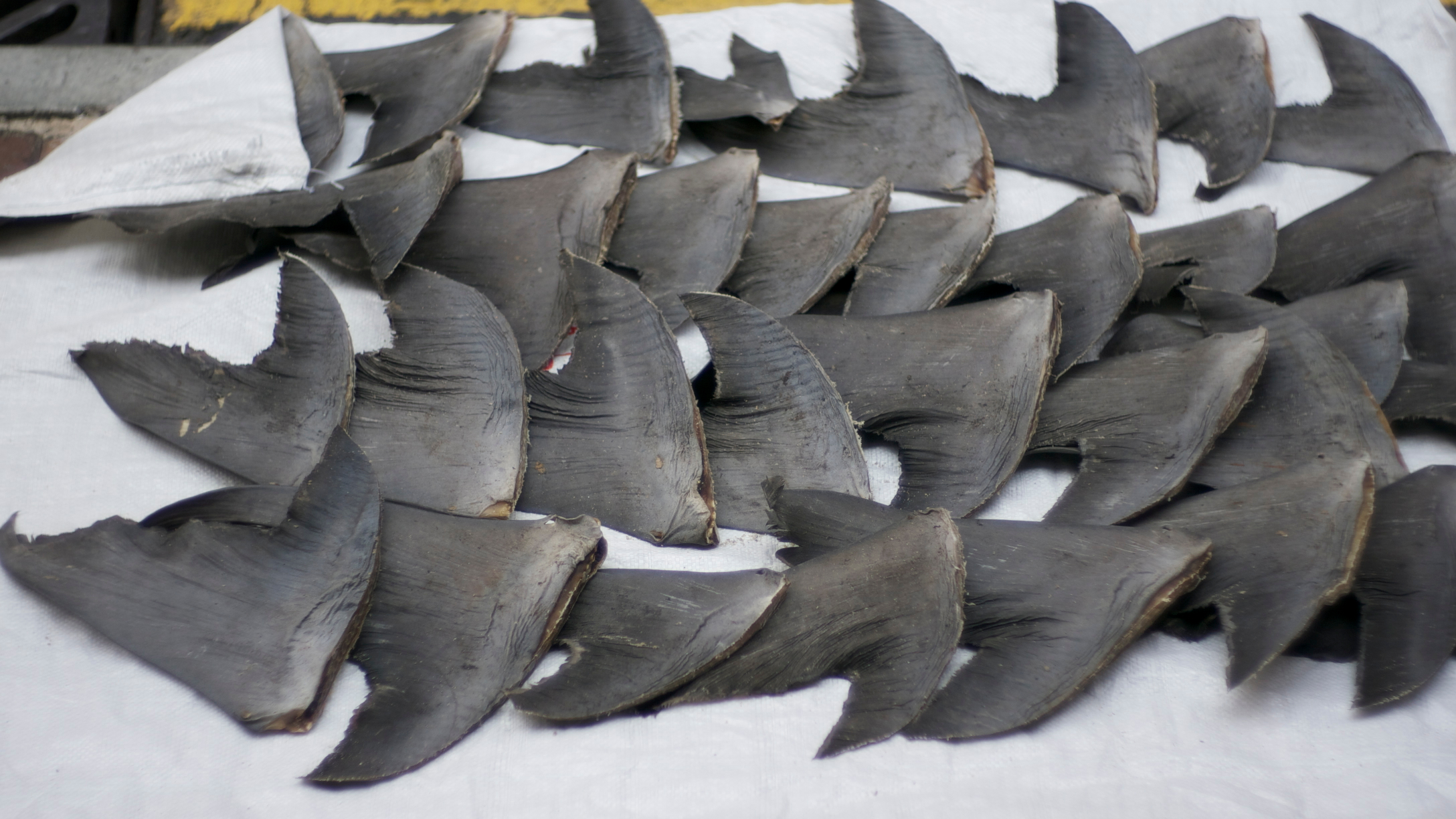
Vây cá mập phơi khô trên vỉa hè ở Hồng Kông

Việc "cắt vi cá mập" bị phần lớn người dân ngoài khu vực Đông Á và những người bảo vệ môi trường phản đối. Chính việc cắt vi cá mập và việc đánh cá bằng cách sử dụng nhiều lưỡi câu bị cho là nguyên nhân làm cho việc số lượng cá mập trên toàn thế giới giảm đi đáng kể.
Để bảo vệ cá mập khỏi bị cắt vi, trong năm 2013, 27 quốc gia và Liên minh châu Âu đã cấm cắt vi cá mập, nhưng trên thực tế pháp luật không có tác dụng trong vùng biển quốc tế. Các cơ quan quản lý nghề cá quốc tế hiện đang cố gắng cấm bắt cá mập ở Đại Tây Dương và Địa Trung Hải. Cắt vi cá mập đã bị cấm ở phía đông Thái Bình Dương. Mặc dù đã có những nỗ lực để theo dõi việc cấm này, cá mập tiếp tục bị bắt và "cắt vi" ở Ấn Độ Dương và phần còn lại của Thái Bình Dương. Ở Thái Lan và Singapore, tiêu thụ vi cá mập đã giảm 25% thông qua các chiến dịch giáo dục quy mô. Tại Hội nghị Quốc tế CITES năm 2010, đề xuất bảo vệ cá và cá mập không thành công do sự phản đối của các nước châu Á, đặc biệt là Nhật Bản.

### Trung Quốc

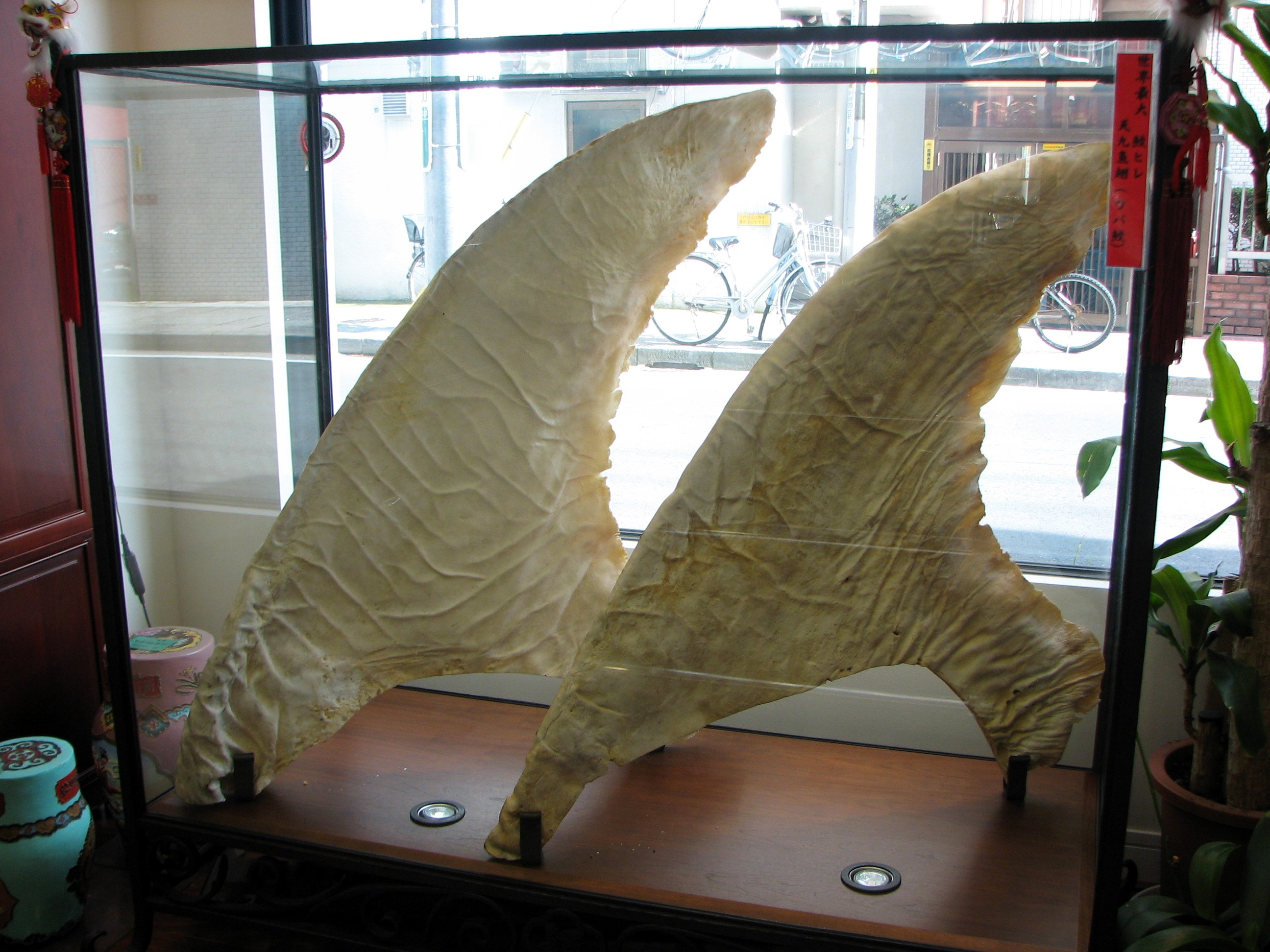
Vi cá mập được trưng bày trong 1 tiệm thuốc tây ở Yokohama, Nhật Bản

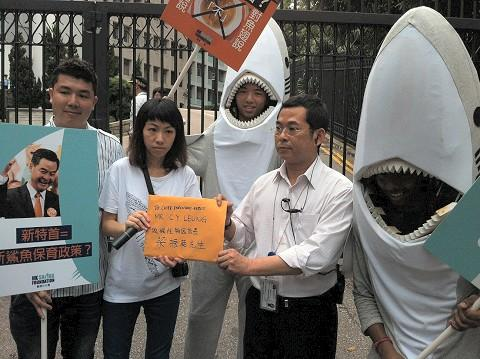
Những người biểu tình phản đối ở Hồng Kông, tháng 5 năm 2012

Siêu sao bóng rổ của NBA Diêu Minh đã cam kết không ăn súp vi cá mập tại một cuộc họp báo vào ngày 2 tháng 8 năm 2006. Nhà tự nhiên học người Úc Steve Irwin được cho là luôn bỏ ra khỏi một nhà hàng Trung Quốc nếu ông nhìn thấy súp vi cá mập trên thực đơn. Đầu bếp người Mỹ Ken Hom cho rằng phương Tây đã không làm gì để bảo vệ các loài cá tuyết và cá tầm sản xuất trứng cá muối nhưng lại la ó về vụ cắt vi cá mập, nhưng ông cũng nhấn mạnh đến sự lãng phí khi đánh bắt cá mập chỉ để thu hoạch vi.

### Hồng Kông
Disneyland Hồng Kông đã đưa món súp vi cá mập ra khỏi thực đơn tiệc cưới dưới áp lực từ các nhóm môi trường quốc tế, những người đe dọa sẽ tẩy chay các công viên của họ trên toàn thế giới bất chấp có nhu cầu cao về món ăn tinh xảo này. Đại học Hồng Kông đã cấm súp vi cá mập trong khuôn viên trường. Khách sạn Peninsula đã cấm vi cá mập vào năm 2012.